# Кембои, Эзекиль
Эзекиль Кембой Чебой (также распространено написание Кембои) (англ. Ezekiel Kemboi Cheboi) — кенийский легкоатлет, который специализируется в беге на 3000 метров с препятствиями. Четырёхкратный чемпион мира, олимпийский чемпион 2004 и 2012 годов (результат 8.05,81 и 8.18,56 соответственно).

## Биография
Окончил среднюю школу в 1999 году. Первый крупный успех на международной арене пришёл в 2001 году, когда он стал чемпионом Африки. На Олимпиаде 2008 года занял седьмое место, наихудший его результат на мировом уровне. По возвращении олимпийской сборной в Кению, в то время как команду встречали пышными торжествами в аэропорту, он незаметно покинул аэропорт, так как накануне Олимпиады он заявлял, что не вернётся на родину, если не выиграет золотую медаль.
Победитель Всемирного легкоатлетического финала 2009 года. 16 сентября 2012 года выступил на 10-километровом пробеге Giro di Castelbuono, на котором занял 4-е место с результатом 31.08.
Стал вторым спортсменом в истории, после финна Волмари Исо-Холло, кому удалось выиграть стипль-чез на Олимпийских играх дважды.
В настоящее время (2015 год) тренируется у Мозеса Киптануи. Женат на Джейне Кембой, воспитывает двух сыновей.
В июне 2012 года был обвинён в попытке изнасилования и покушении на жизнь человека. Пострадавшая Энн Ньери заявила, что Кембой хотел её изнасиловать, а когда она начала оказывать сопротивление, тот ударил её ножом в грудь. Сам спортсмен всё отрицал, и говорил, что она в сговоре с бандитами хотела его ограбить. Кембоя отпустили под залог в 595 долларов и назначили дальнейшие слушания на сентябрь 2012 года. В сентябре пострадавшая добровольно забрала заявление, и конфликт был исчерпан.

## Достижения
Бриллиантовая лига
- 2010:  Qatar Athletic Super Grand Prix — 8.06,28
- 2010:  Meeting Areva — 8.03,79
- 2010:  London Grand Prix — 8.19,95
- 2010:  Weltklasse Zürich — 8.01,74
- 2011:  Prefontaine Classic — 8.08,34
- 2011:  Meeting Areva — 8.07,14
- 2011:  Herculis — 7.55,76
- 2011:  Weltklasse Zürich — 8.07,72
- 2013:  Bislett Games — 8.07,00
- 2013:  Meeting Areva — 7.59,03
- 2014:  Qatar Athletic Super Grand Prix — 8.04,12
- 2015:  Prefontaine Classic — 8.01,71[1]